# Halling (taniec)

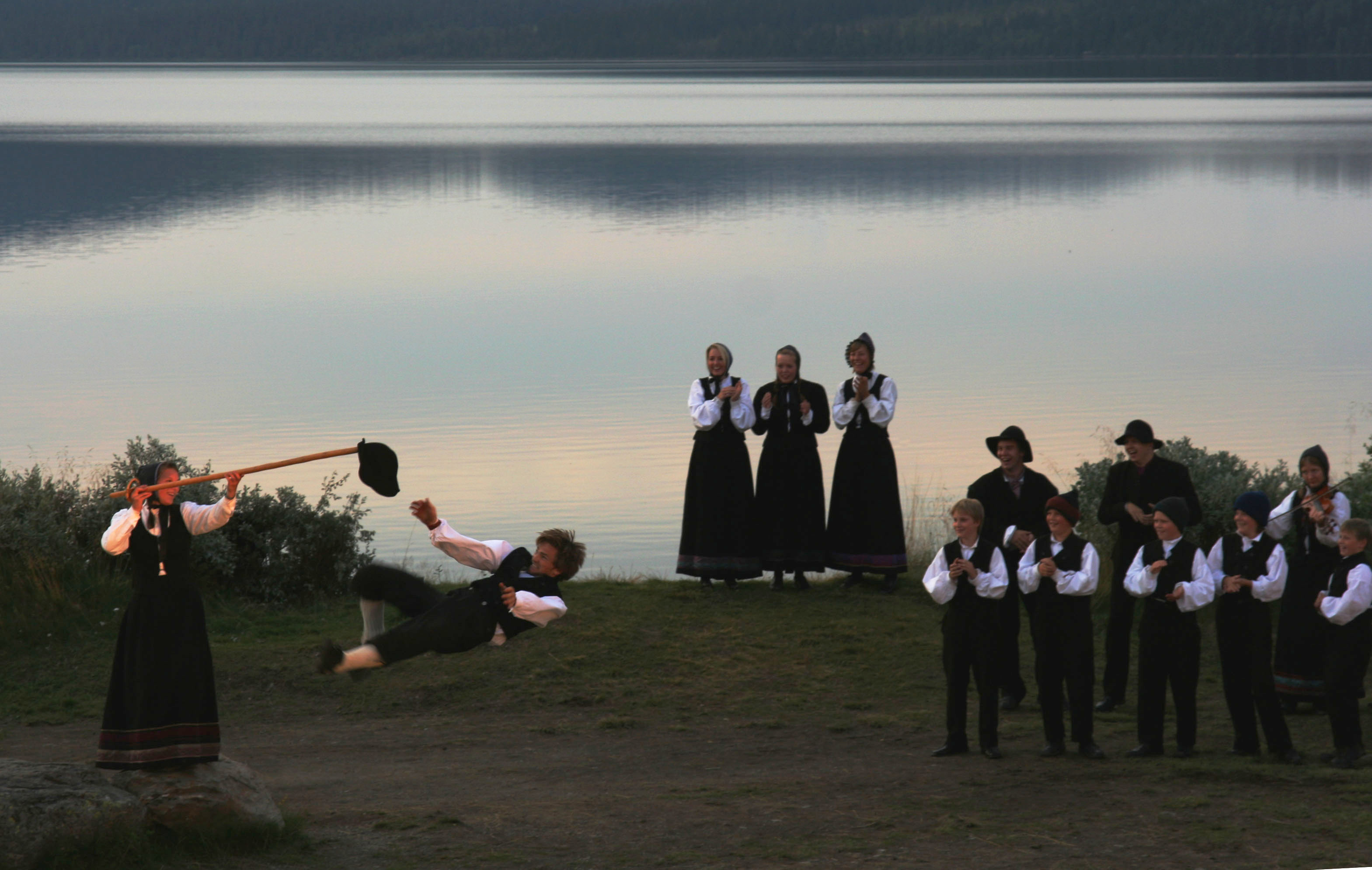
Grupa tancerzy prezentująca halling

Halling – ludowy taniec norweski w takcie na 2/4, 4/4, rzadziej 6/8, o tempie umiarkowanym do dość szybkiego. Halling jest tańczony zwykle solo przez mężczyzn przy wtórze oryginalnych ludowych skrzypiec (hardanger-fiedel) i zawiera elementy akrobatyczne, gdyż solista stara się utrzymać na drążku kapelusz, a konkurenci tańczący wokół usiłują go strącić.
Nazwa wywodzi się od doliny w okolicach Oslo. Aż trzy spośród Utworów lirycznych Edvarda Griega noszą tytuł Halling.